# ولفرام بوگارد
ولفرام بوگارد (انگلیسی: Wolfram Burgard؛ زادهٔ ۱۹۶۱) دانشمند در زمینه رباتیک اهل آلمان و استاد تمام دانشگاه فرایبورگ است. او برای مساعی پرشمارش در زمینهٔ محلی‌سازی و نقشه‌برداری همزمان شناخته می‌شود. او در سال ۱۹۸۷ از دانشگاه فنی دورتموند و در سال ۱۹۹۱ از دانشگاه بن فارغ‌التحصیل شده‌است. استاد راهنمای او ارمین کریمرز بود.

## حواشی
پس از آن در شبکه‌های اجتماعی بحث تقلب علمی محمد باسط درازهی، نمایندهٔ سراوان، سیب و سوران و مهرستان و از اعضای هیئت رئیسهٔ کمیسیون آموزش و تحقیقات مجلس شورای اسلامی، از بوگارد مطرح شد، سایت‌های خبری مقاله‌هایی در باب تقلب و سرقت علمی او منتشر کردند و خواهان برخورد با درازهی و نویسندگان همکارش شدند. اتهام سرقت علمی و اسناد آن در رسانه های متخلف دست به دست شد تا اینکه بوگارد آلمان در صفحه فیسبوک خود از سرقت مقاله علمی خود بوسیله محمد باسط درازهی، نماینده مجلس ایران در سراوان ابراز تاسف کرد. او نوشت: 
امروز من درباره یک مساله بسیار غم انگیز در زندگی علمی مان مطلع شدم. گروهی در ایران مقاله ای مربوط به دو سال پیش را منتشر کردند که کپی دو مقاله ما بوده که چند سال پیش منتشر کردیم. به نظر می‌رسد این یک مساله بزرگ است و یکی از نویسندگان این مقاله کپی شده از روی کار ما عضو مجلس نمایندگان جمهوری اسلامی ایران است.— 